# Église orthodoxe des Terres tchèques et de Slovaquie

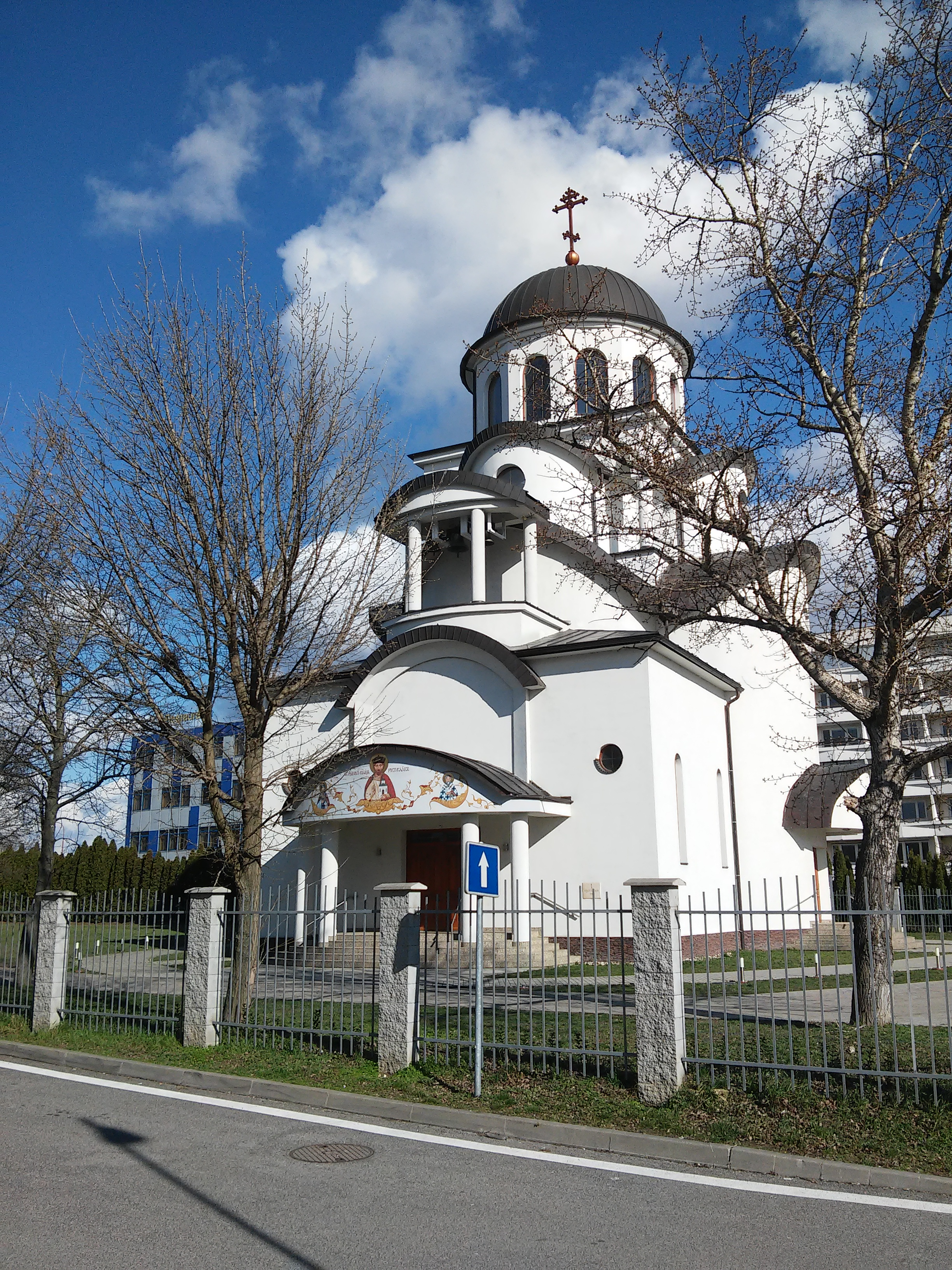
L'église Saint-Rastislav de Bratislava.

L'Église orthodoxe des Terres tchèques et de Slovaquie (en tchèque : Pravoslavná církev v Českých zemích a na Slovensku ; en slovaque : Pravoslávna cirkev v českých krajinách a na Slovensku) est une juridiction autocéphale de l'Église orthodoxe. L'actuel primat de l'Église est Rostislav, archevêque de Prešov, depuis le 11 janvier 2014. Il porte le titre de Métropolite des Terres tchèques et de Slovaquie.

## Histoire
En 863, le territoire de la Grande-Moravie a vu le premier établissement d'un évêché orthodoxe slave par les saints Cyrille et Méthode, un siècle avant la création de l'Église orthodoxe de Russie.
Le 25 septembre 1921, Matej Pavlik, ancien prêtre catholique romain, est consacré évêque de Moravie et de Silésie à Belgrade par le patriarche Dimitri, primat de l'Église orthodoxe serbe. Il prend le nom monastique de Gorazd qui fut celui d'un des disciples et successeur de Méthode, l'évangilisateur de la Moravie. Il a été canonisé  saint Gorazd de Prague.
En 1923, le patriarche de Constantinople accorde l'autonomie à l'Église de Tchécoslovaquie et nomme Mgr Sabbazd métropolite. La majorité des fidèles continue à suivre Mgr Gorazd.
Pendant la Seconde Guerre mondiale, l'Église subit une très forte répression et de nombreuses victimes dont Mgr Gorazd.
En 1951, l'Église orthodoxe russe lui accorde l'autocéphalie. Ce statut ne lui sera reconnu par Constantinople qu'en 1998.
L'élection de Mgr Rostislav (Gont) comme nouveau primat en janvier 2014 est contestée par Mgr Siméon d'Olomouc-Brno ainsi que par l'ancien primat Mgr Christophe de Prague, entrainant une situation de schisme entre la partie slovaque qui reconnait Mgr Rostislav (Gont) et celle tchèque qui fait appel au Patriarcat de Constantinople pour arbitrer le différend.

## Organisation
La division de la Tchécoslovaquie en deux nouveaux États indépendants à partir du 1er janvier 1993 a conduit à des modifications structurelles de l'Église. Elle possède deux organismes administratifs : le Conseil métropolitain de la République tchèque dont le siège est à Prague (président : l'archevêque de Prague et de Tchéquie) et le Conseil métropolitain de la Slovaquie dont le siège est à Prešov (président : l'archevêque de Prešov et de Slovaquie). Un Saint Synode unique est toutefois maintenu dont le président porte le titre de Métropolite de Tchéquie et de Slovaquie. Il ne peut être que l'archevêche de Prague ou l'archevêque de Prešov et de Slovaquie.
Église orthodoxe des Terres tchèques
- Éparchie de Prague
- Éparchie d'Olomouc-Brno

78 paroisses
Église orthodoxe de Slovaquie
- Éparchie de Prešov
- Éparchie de Michalovce-Košice

171 paroisses

## Primats de l'Église orthodoxe des Terres tchèques et de Slovaquie
Fondateur :
- Gorazd de Prague (saint martyr)

Metropolites des Terres tchèques et de Slovaquie
- Éleuthère de Prague (9 décembre 1951 – 28 novembre 1955)
- Jean de Prague (17 mai 1956 – 1964)
- Dorothée de Prague (25 octobre 1964 – 30 décembre 1999)
- Nicolas Ier de Prešov (14 avril 2000 – 30 janvier 2006)
- Christophe de Prague (2 mai 2006 – 9 décembre 2013)
- Rostislav de Prešov (depuis le 11 janvier 2014)